# Novais (Vila Nova de Famalicão)
Novais é uma povoação portuguesa do Município de Vila Nova de Famalicão que foi sede da extinta Freguesia de Novais, freguesia que tinha 1,13 km² de área e 1124 habitantes (2011). 
A Freguesia de Novais foi extinta em 2013, no âmbito de uma reforma administrativa nacional, tendo sido agregada à Freguesia de Ruivães, para formar uma nova freguesia denominada União das Freguesias de Ruivães e Novais com sede em Ruivães.
Esta antiga freguesia fazia fronteira com as freguesias de Carreira, Ruivães e Delães.

## População
| População da Freguesia de Novais | População da Freguesia de Novais | População da Freguesia de Novais | População da Freguesia de Novais | População da Freguesia de Novais | População da Freguesia de Novais | População da Freguesia de Novais | População da Freguesia de Novais | População da Freguesia de Novais | População da Freguesia de Novais | População da Freguesia de Novais | População da Freguesia de Novais | População da Freguesia de Novais | População da Freguesia de Novais | População da Freguesia de Novais |
| -------------------------------- | -------------------------------- | -------------------------------- | -------------------------------- | -------------------------------- | -------------------------------- | -------------------------------- | -------------------------------- | -------------------------------- | -------------------------------- | -------------------------------- | -------------------------------- | -------------------------------- | -------------------------------- | -------------------------------- |
| 1864                             | 1878                             | 1890                             | 1900                             | 1911                             | 1920                             | 1930                             | 1940                             | 1950                             | 1960                             | 1970                             | 1981                             | 1991                             | 2001                             | 2011                             |
| 189                              |                                  | 203                              | 227                              |                                  |                                  |                                  | 520                              | 616                              | 686                              | 638                              | 713                              | 831                              | 898                              | 1 124                            |

No censo de 1878 estava anexada à freguesia de Ruivães.Nos censos de 1911 a 1930 estava anexada à freguesia de Carreira. Pelo decreto-lei nº 27.424, de 31/12/1936, passaram a ser freguesias autónomas